# سدلاره
سدلاره (صربی: Sedlare}} یک منطقهٔ مسکونی در صربستان است که در Svilajnac واقع شده‌است.
 سدلاره  ۶۹۰ نفر جمعیت دارد.